# Pulveroboletus ravenelii
Pulveroboletus ravenelii är en svampart som först beskrevs av Berk. & M.A. Curtis, och fick sitt nu gällande namn av William Alphonso Murrill 1909. Pulveroboletus ravenelii ingår i släktet Pulveroboletus och familjen Boletaceae.   Inga underarter finns listade i Catalogue of Life.

## Källor

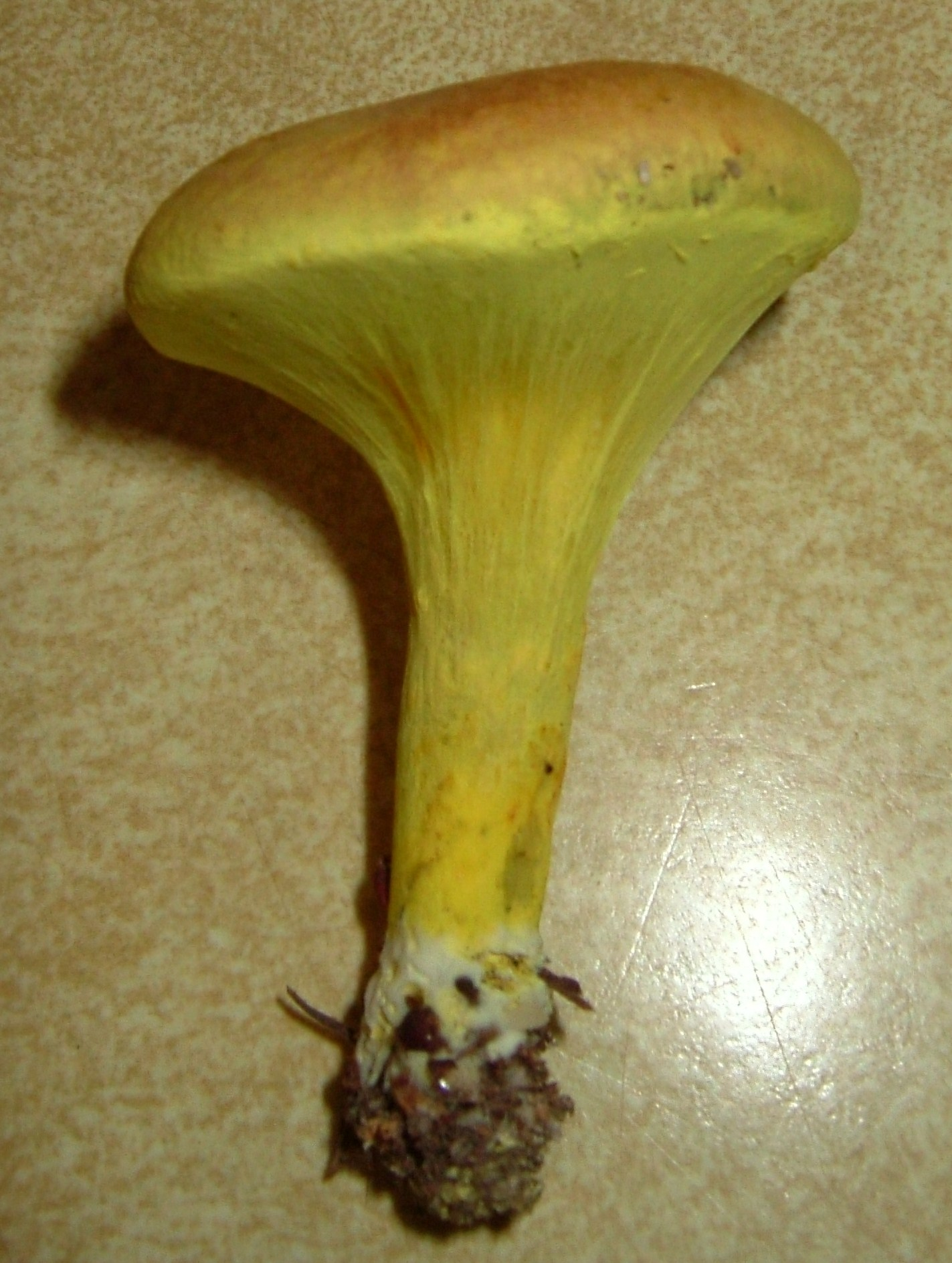